# Malvina Reynolds
Malvina Reynolds, meisjesnaam Milder, (San Francisco, 23 augustus 1900 - 17 maart 1978) was een Amerikaans singer/songwriter en politiek activist. Haar muziek behoort tot de genres folk en blues.
Reynolds schreef met name nummers met een boodschap. Ze kwam daarin op voor onder meer burger- en vrouwenrechten en het recht op vakbonden en ze sprak zich uit tegen de Vietnamoorlog. Enkele door Reynolds geschreven liedjes zijn Little Boxes (bekendgemaakt door Pete Seeger en titelsong van de televisieserie Weeds) en Morningtown Ride (waarmee The Seekers op één kwamen in Engeland).
In 1977 verscheen er een documentaire van 28 minuten over haar leven, getiteld Love It Like a Fool.

## Albums
Van Reynolds liedjes zijn drie verzamelingen op cd verschenen:
- Another County Heard From
- Ear to the Ground
- Malvina Reynolds

- Bibliothèque nationale de France: cb139572890 (data)
- Gemeinsame Normdatei: 1162591528
- International Standard Name Identifier: 0000 0000 6347 7309
- Library of Congress Control Number: n82139133
- MusicBrainz: 33253c93-a45a-4f56-96fc-0897fd95d8db
- Nationale Bibliotheek van Israël: 987007272994305171
- Nederlandse Thesaurus van Auteursnamen: 072760079
- Virtual International Authority File: 23493785
- WorldCat: E39PBJmP3VCTqt8pK9yWQGkRrq